# باكفليب!!
باكفليب!!(باليابانية: バクテン!!، بالروماجي: Bakuten!!) هو مسلسل أنمي تلفزيوني أصلي، من إخراج توشيماسا. كوروياناغي وتأليف توشيزو نيموتو، ومن إنتاج استوديو زيكسيس، عرض الأنمي على تلفزيون فوجي في فقرة نويتامينا، منذ 9 أبريل عام 2021.

## القصة
تدور أحداث القصة عن شوتارو فوتابا الذي يلتحق بمدرسة آو الثانوية من أجل الإنضمام إلى فريق المدرسة للجمباز الإيقاعي للرجال.

## الشخصيات

### مدرسة سوشوكان الثانوية
شوتارو فوتابا (باليابانية: 双葉翔太郎، بالروماجي: Futaba Shōtarō)
أداء صوتي: شيمبا تسوتشيا
ريوتا ميساتو (باليابانية: 美里良夜، بالروماجي: Misato Ryōya)
أداء صوتي: كايتو إيشيكاوا
ماساموني شيتشيغاهاما (باليابانية: 七ヶ浜政宗، بالروماجي: Shichigahama Masamune)
أداء صوتي: دايسكي أونو
كيسوكي تسوكيداتي (باليابانية: 築館敬助، بالروماجي: Tsukidate Keisuke)
أداء صوتي: تاكاشي كوندو
ناغايوشي أوناغاوا (باليابانية: 女川ながよし، بالروماجي: Onagawa Nagayoshi)
أداء صوتي: هيرو شيمونو
كوتارو واتاري (باليابانية: 亘理光太郎، بالروماجي: Watari Kōtarō)
أداء صوتي: هيروشي كاميا

### شخصيات أخرى
ماشيرو تسوكيوكي (باليابانية: 月雪ましろ، بالروماجي: Tsukiyuki Mashiro)
أداء صوتي: أيومو موراسي
تارو تاكاسي (باليابانية: 高瀬亨، بالروماجي: Takase Tōru)
أداء صوتي: كاتسويوكي كونيشي
يوجيرو موتسو (باليابانية: 陸奥洋二郎، بالروماجي: Mutsu Yōjirō)
أداء صوتي: كينيتشي سوزومورا
كيويتشي ريوغاموري (باليابانية: 竜ヶ森恭一، بالروماجي: Ryūgamori Kyōichi)
أداء صوتي: سوما سايتو
شونسوكي أزوما (باليابانية: 吾妻俊介، بالروماجي: Azuma Shunsuke)
أداء صوتي: دايكي ياماشيتا
شوساكو شيدا (باليابانية: 志田周作، بالروماجي: Shida Shūsaku)
أداء صوتي: تاكاهيرو ساكوراي
آساو كوريكوما (باليابانية: 栗駒あさを، بالروماجي: Kurikoma Asawo)
أداء صوتي: أياني ساكورا
شوجي مابوتشي (باليابانية: 馬淵修司، بالروماجي: Mabuchi Shūji)
أداء صوتي: كينيتشيرو ماتسودا
أيومي فوتابا (باليابانية: 双葉亜由美، بالروماجي: Futaba Ayumi)
أداء صوتي: رينا أويدا

## وصلات خارجية
- موقع الأنمي الرسمي باللغة اليابانية
- باكفليب!! على موقع IMDb (الإنجليزية)
- باكفليب!! على موقع كينوبويسك (الروسية)
- باكفليب!! على موقع قاعدة بيانات الفيلم (الإنجليزية)
- باكفليب!! على موقع ANN anime (الإنجليزية)